# Cigmău, Hunedoara
Cigmău (în maghiară Csigmó) este un sat ce aparține orașului Geoagiu din județul Hunedoara, Transilvania, România.

## Istoric
În septembrie 2007, la Cigmău a fost descoperit un castru roman, considerat de specialiști foarte important pentru că apăra vechiul drum imperial care unea capitala Daciei romane, Ulpia Traiana și Micia (Vețel) de Apullum (Alba Iulia), dar și exploatările de aur din Munții Apuseni (Zlatna și Roșia Montană).

## Personalități
- Ion Budai-Deleanu, scriitor, reprezentant al Școlii Ardelene.

## Imagini

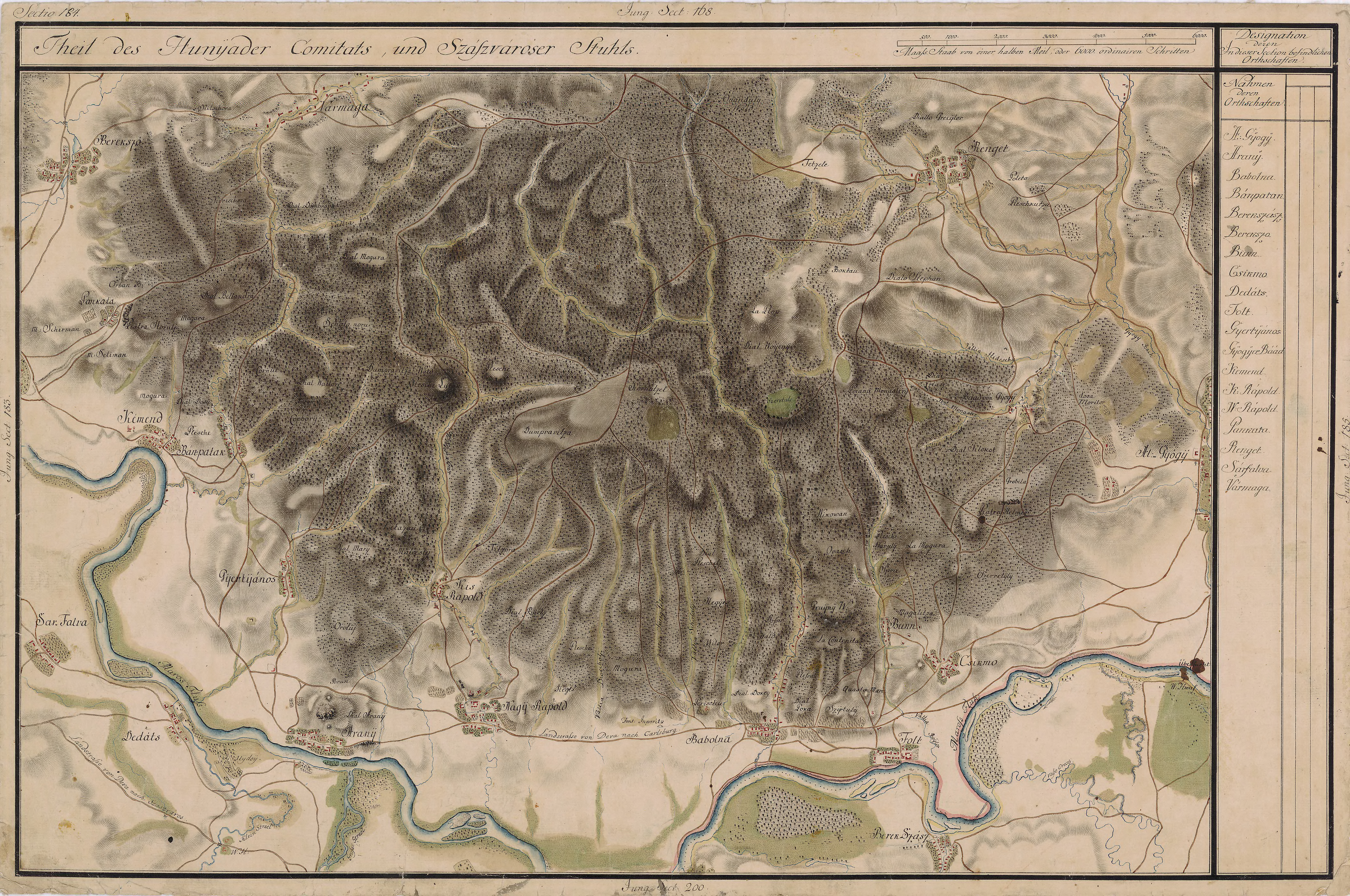
Cigmău în Harta Iosefină a Transilvaniei, 1769-1773
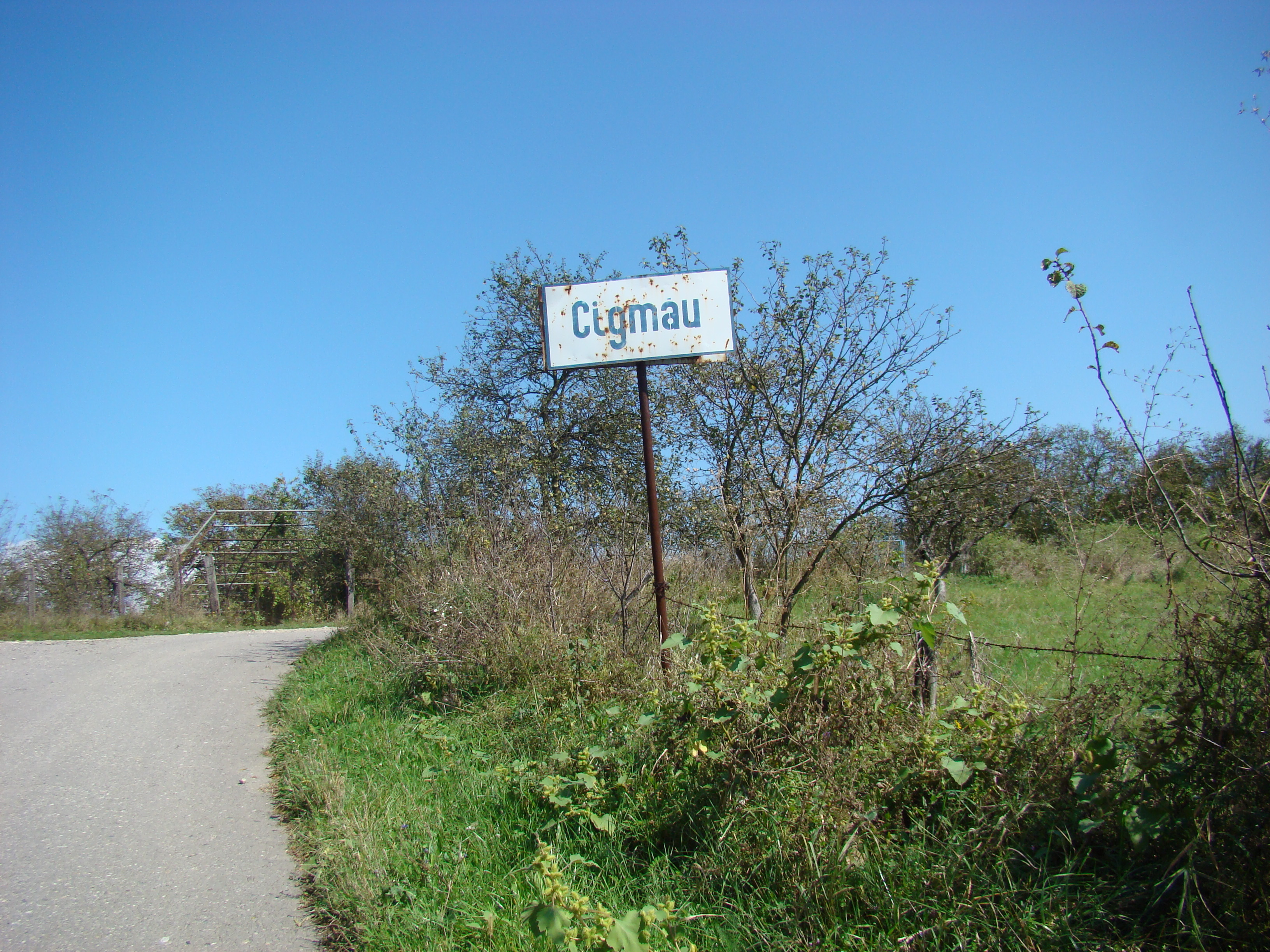
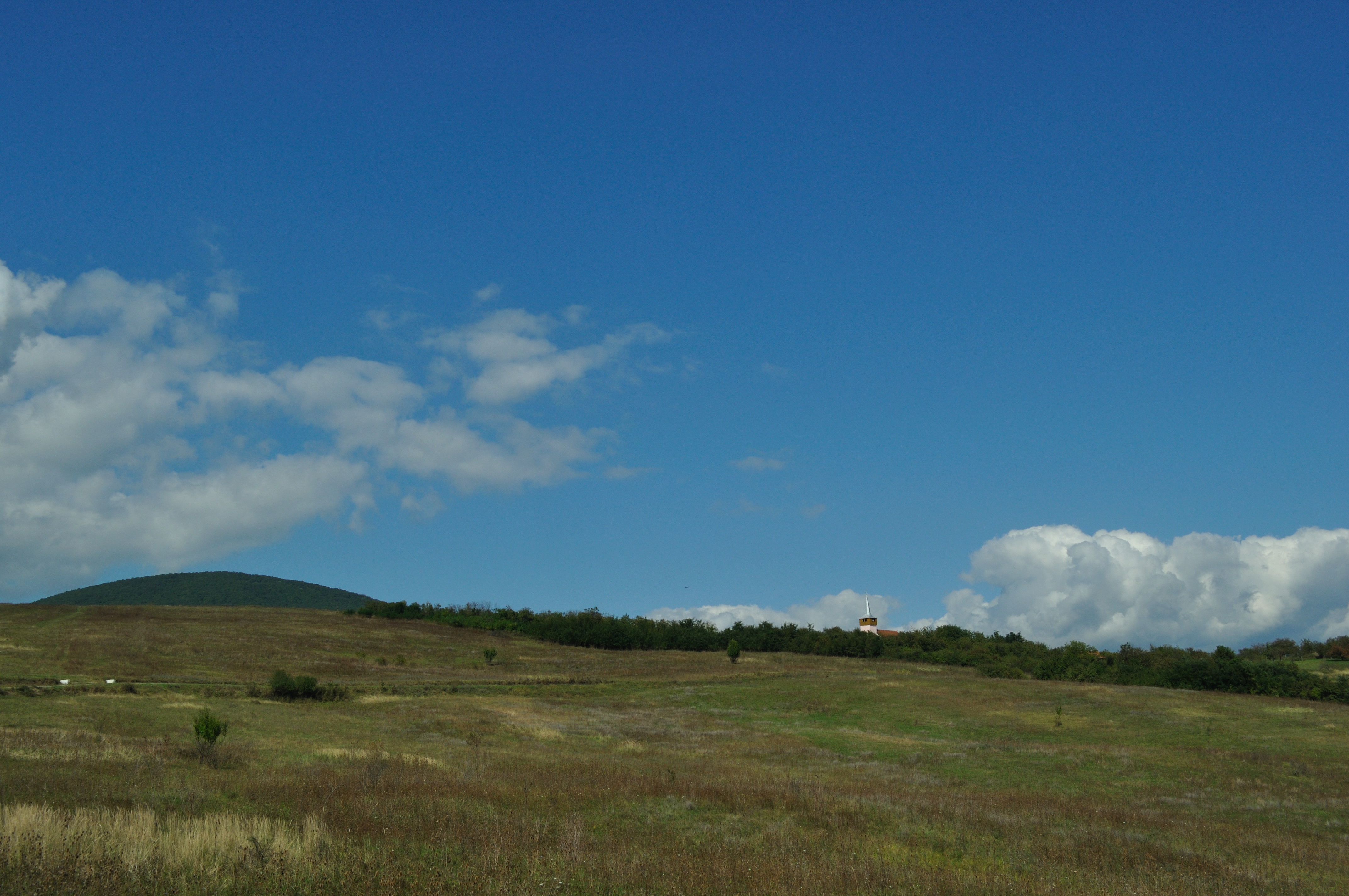
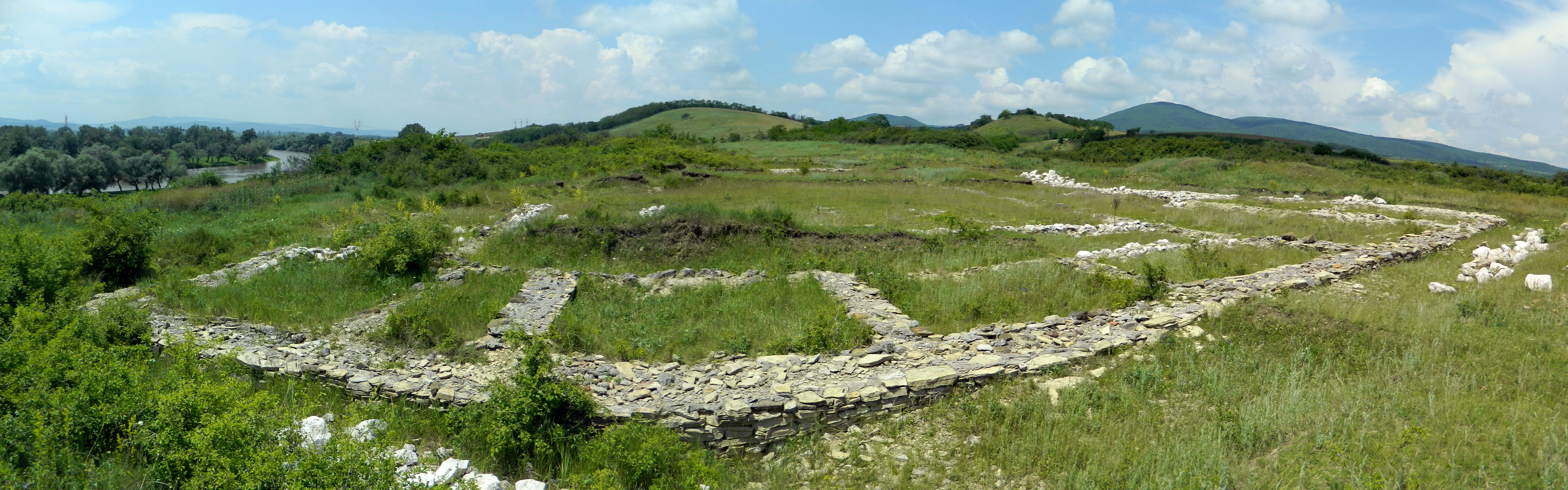
Ruinele castrului roman